# João Carlos Heidemann
João Carlos Heidemann (Paranavaí, 6 aprile 1988) è un calciatore brasiliano, portiere del Botafogo-SP.

## Carriera

### Club
Cresciuto nel settore giovanile dell'Athl. Paranaense, nel 2009 è stato ceduto in prestito all'Ipatinga dove ha disputato i suoi primi incontri ufficiali in Série B. L'esordio assoluto è avvenuto il 30 settembre contro il Fortaleza.
Rientrato al club rossonero, ha debuttato in Série A il 9 maggio 2020 nella sconfitta esterna per 2-1 contro il Corinthians, quando è entrato in campo in seguito all'espulsione del titolare Norberto Neto.
Nel 2011 è stato prestato all'Atl. Goianiense e più tardi nello stesso anno di nuovo all'Ipatinga, in Série C. Nel 2012 è andato in prestito al Fortaleza, trasferimento confermato anche per la stagione successiva. Nel novembre 2013 ha resscisso l'accordo con il club ed ha fatto ritorno nel Paraná.
Nel 2014 è stato prestato prima al Nacional-MG e successivamente al Boa Esporte dove ha giocato rispettivamente nel Campionato Mineiro ed in Série B. L'anno successivo si è trasferito al Ponte Preta, a causa dell'infortunio del titolare Marcelo Lomba. Con il club bianconero ha giocato per tre stagioni riuscendo a debuttare anche in Coppa Sudamericana.
A inizio 2018 è sceso di categoria firmando con il CRB, club alagoano di Série B. Dopo una stagione da titolare con 62 presenze totali, il 5 dicembre 2018 ha firmato con i rivali del CSA.
Il 10 dicembre 2019 si è trasferito al Cuiabá in vista delle competizioni in programma nel 2020. Al termine della sua prima stagione ha ottenuto la promozione in massima divisione, la prima nella storia del club Mato-Grossense.

### Nazionale
Fra il 2004 ed il 2005 è stato convocato dalla Nazionale brasiliana Under-17 con cui ha disputato il Campionato mondiale 2005 concluso al secondo posto.

## Statistiche

### Presenze e reti nei club
Statistiche aggiornate al 6 giugno 2023.
| Stagione                   | Squadra                    | Campionato                 | Campionato | Campionato | Coppe nazionali | Coppe nazionali | Coppe nazionali | Coppe continentali | Coppe continentali | Coppe continentali | Altre coppe | Altre coppe | Altre coppe | Totale | Totale | Totale |
| Stagione                   | Squadra                    | Comp                       | Pres       | Reti       | Comp            | Pres            | Reti            | Comp               | Pres               | Reti               | Comp        | Pres        | Reti        | Pres   | Reti   |        |
| -------------------------- | -------------------------- | -------------------------- | ---------- | ---------- | --------------- | --------------- | --------------- | ------------------ | ------------------ | ------------------ | ----------- | ----------- | ----------- | ------ | ------ | ------ |
| 2009                       | Ipatinga                   | B                          | 9          | -7         |                 | -               | -               |                    | -                  | -                  |             | -           | -           | 9      | -7     |        |
| 2010                       | Atlético Paranaense        | A                          | 5          | -6         | CB              | 0               | 0               |                    | -                  | -                  |             | -           | -           | 5      | -6     |        |
| 2011                       | Atlético Paranaense        | A1/PR                      | 8          | -12        |                 | -               | -               |                    | -                  | -                  |             | -           | -           | 8      | -12    |        |
| 2011                       | Atl. Goianiense            | PD/GO                      | 0          | 0          |                 | -               | -               |                    | -                  | -                  |             | -           | -           | 0      | 0      |        |
| 2011                       | Ipatinga                   | C                          | 11         | -16        |                 | -               | -               |                    | -                  | -                  |             | -           | -           | 11     | -16    |        |
| Totale Ipatinga            | Totale Ipatinga            | Totale Ipatinga            | 20         | -23        |                 | -               | -               |                    | -                  | -                  |             | -           | -           | 20     | -23    |        |
| 2012                       | Atlético Paranaense        | A1/PR                      | 0          | 0          | CB              | 0               | 0               |                    | -                  | -                  |             | -           | -           | 0      | 0      |        |
| Totale Atlético Paranaense | Totale Atlético Paranaense | Totale Atlético Paranaense | 13         | -18        |                 | 0               | 0               |                    | -                  | -                  |             | -           | -           | 13     | -18    |        |
| 2012                       | Fortaleza                  | PD/CE+C                    | 7+2        | -3 ; -1    | CB              | 3               | -4              |                    | -                  | -                  |             | -           | -           | 12     | -8     |        |
| 2013                       | Fortaleza                  | PD/CE+C                    | 15+15      | -18 ; -19  | CB              | 6               | -3              |                    | -                  | -                  | CdN         | 10          | -11         | 46     | -51    |        |
| Totale Fortaleza           | Totale Fortaleza           | Totale Fortaleza           | 39         | -41        |                 | 9               | -7              |                    | -                  | -                  |             | 10          | -11         | 58     | -59    |        |
| 2014                       | Nacional-MG                | M1/MG                      | 11         | -17        |                 | -               | -               |                    | -                  | -                  |             | -           | -           | 11     | -17    |        |
| 2014                       | Boa Esporte                | B                          | 27         | -31        |                 | -               | -               |                    | -                  | -                  |             | -           | -           | 27     | -31    |        |
| 2015                       | Ponte Preta                | A1/SP+A                    | 8+1        | -10 ; -1   | CB              | 3               | -3              |                    | -                  | -                  |             | -           | -           | 12     | -14    |        |
| 2016                       | Ponte Preta                | A1/SP+A                    | 14+17      | -13 ; -28  | CB              | 6               | -2              |                    | -                  | -                  |             | -           | -           | 37     | -43    |        |
| 2017                       | Ponte Preta                | A1/SP+B                    | 0+1        | -1         | CB              | 0               | 0               | CS                 | 1                  | 0                  |             | -           | -           | 2      | -1     |        |
| Totale Ponte Preta         | Totale Ponte Preta         | Totale Ponte Preta         | 41         | -53        |                 | 9               | -5              |                    | 1                  | 0                  |             | -           | -           | 51     | -58    |        |
| 2018                       | CRB                        | PD/AL+B                    | 10+38      | -6 ; -39   | CB              | 4               | -7              |                    | -                  | -                  | CdN         | 10          | -12         | 62     | -64    |        |
| 2019                       | CSA                        | PD/AL+A                    | 9+11       | -6 ; -17   | CB              | 1               | -1              |                    | -                  | -                  | CdN         | 9           | -6          | 30     | -30    |        |
| 2020                       | Cuiabá                     | B                          | 2+33       | -1 ; -34   | CB              | 4               | -4              |                    | -                  | -                  | CV          | 3           | -4          | 42     | -43    |        |
| 2021                       | Cuiabá                     | A                          | 5+4        | -2 ; -7    | CB              | 0               | 0               |                    | -                  | -                  | CV          | 0           | 0           | 9      | -9     |        |
| 2022                       | Cuiabá                     | A                          | 1+11       | -1 ; -16   | CB              | 0               | 0               | CS                 | 3                  | -6                 | CV          | 0           | 0           | 15     | -23    |        |
| 2023                       | Cuiabá                     | A                          | 5+0        | -1         | CB              | 0               | 0               |                    | -                  | -                  | CV          | 0           | 0           | 5      | -1     |        |
| Totale Cuiabá              | Totale Cuiabá              | Totale Cuiabá              | 61         | -62        |                 | 4               | -4              |                    | 3                  | -6                 |             | 3           | -4          | 71     | -76    |        |
| Totale carriera            | Totale carriera            | Totale carriera            | 280        | -313       |                 | 27              | -24             |                    | 4                  | -6                 |             | 32          | -33         | 343    | -376   |        |

## Palmarès

### Club

#### Competizioni statali
- Campionato Goiano: 1

Atlético Goianiense: 2011
- Campionato Alagoano: 1

CSA: 2019
- Campionato Mato-Grossense: 3

Cuiabá: 2021, 2022, 2023